# Tarouca
Tarouca est une municipalité (en portugais : concelho ou município) du Portugal, située dans le district de Viseu et la région Nord.

## Géographie
Tarouca est limitrophe :
- au nord-est, d'Armamar,
- à l'est, de Moimenta da Beira,
- au sud, de Vila Nova de Paiva,
- au sud-ouest, de Castro Daire,
- au nord-ouest, de Lamego.

## Démographie
| 1801  | 1849  | 1900   | 1930   | 1960   | 1981  | 1991  | 2001  | 2004  |
| ----- | ----- | ------ | ------ | ------ | ----- | ----- | ----- | ----- |
| 3 440 | 5 163 | 10 254 | 10 388 | 10 845 | 9 368 | 9 579 | 8 308 | 8 303 |

| 2011  | - | - | - | - | - | - | - | - |
| ----- | - | - | - | - | - | - | - | - |
| 8 048 | - | - | - | - | - | - | - | - |

## Subdivisions

Carte des paroisses de Tarouca.

Depuis la loi no 11-A/2013 du 28 janvier 2013, portant réorganisation administrative du territoire des freguesias, la municipalité de Tarouca groupe 7 paroisses (freguesia en portugais) contre 10 auparavant :
- Gouviães e Ucanha (fusion de Gouviães et Ucanha)
- Granja Nova e Vila Chã da Beira (fusion de Granja Nova et Vila Chã da Beira)
- Mondim da Beira
- Salzedas
- São João de Tarouca
- Tarouca e Dálvares (fusion de Tarouca et Dálvares)
- Várzea da Serra